# Кинг, Дерек
Дерек Кинг (англ. Derek King; род. 12 апреля 1980, Арима, Тринидад и Тобаго) — тринидадский футболист и тренер.

## Биография
В качестве футболиста выступал за команды "Дабл-Ю Коннекшн" и "Джо Паблик". Регулярно вызывался в расположение сборной Тринидада и Тобаго, в составе которой Кинг в 2000 году стал бронзовым призером на американском Золотом Кубке КОНКАКАФ. В 26 лет Кинг завершил карьеру и перешел на тренерскую работу. Под его руководством тринидадский "Джо Паблик" в 2009 году сделал "золотой дубль", победив в чемпионате и в кубке страны. Благодаря результатам команды Кинг был признан футбольным тренером года. Долгое время специалист возглавлял молодежную сборную Тринидада и Тобаго и ассистировал Стивену Харту в главной национальной команде. Позднее он был его помощником в канадском клубе "Галифакс Уондерерз".
В конце 2019 года стало известно, что Дерек Кинг во второй раз возглавил молодежную сборную страны. Параллельно он стал одним из ассистентов нового наставника тринидадцев англичанина Терри Феника. В июне 2021 года тренерский штаб национальной команды в полном составе был отправлен в отставку после провала в квалификации на ЧМ-2022 в Катаре. В ней тринидадцы сенсационно не смогли преодолеть первый раунд.
Летом после ухода Ангуса Ива с поста главного тренера основной сборной, Кинг стал исполнять обязанности ее наставника. После назначения на пост главного тренера Дуайта Йорка, он остался в штабе «воинов сока».

## Достижения

### Футболиста
- Бронзовый призер Золотого кубка КОНКАКАФ (1): 2000.
- Чемпион Тринидада и Тобаго (1): 2006.
- Обладатель Кубка Тринидада и Тобаго (2): 1999, 2001.

### Тренера
- Чемпион Тринидада и Тобаго (1): 2009.
- Обладатель Кубка Тринидада и Тобаго (1): 2009.
- Обладатель Кубка лиги Тринидада и Тобаго (1): 2010.